# Michel Houellebecq
Cet article possède un paronyme, voir Welbeck.
Pour les articles homonymes, voir Michel Thomas et Thomas.
Michel Thomas, dit Michel Houellebecq ([wɛlˈbɛk]), est un écrivain, poète, essayiste et acteur français né le 26 février 1956 à Saint-Pierre (La Réunion).
Il est révélé par les romans Extension du domaine de la lutte (1994) et surtout Les Particules élémentaires (1998), qui le fait connaître d'un large public. Ce dernier roman et son livre suivant Plateforme (2001) sont considérés comme précurseurs dans la littérature française, notamment pour leur description de la misère affective et sexuelle de l'homme occidental dans les années 1990 et 2000. Avec La Carte et le Territoire, Michel Houellebecq reçoit le prix Goncourt en 2010, après avoir été plusieurs fois pressenti pour ce prix. Son œuvre est traduite en plus de 40 langues.
En parallèle de ses activités littéraires, il est également lecteur de ses propres textes, réalisateur et acteur, s'illustrant notamment en 2014 dans deux films : L'Enlèvement de Michel Houellebecq et Near Death Experience. En 2019, il est à l'affiche de Thalasso aux côtés de Gérard Depardieu.

## Biographie

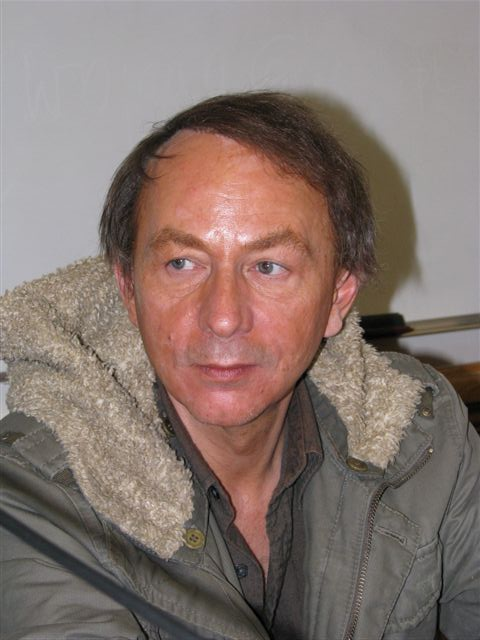
Michel Houellebecq en 2008.

Il naît à Saint-Pierre, sur l'île de La Réunion, fils de René Thomas, guide de haute montagne, et de Lucie Ceccaldi, dite « Jean-Claude Leloutre », docteur en médecine, anesthésiste diplômée « major » de la faculté de médecine d'Alger, tous deux militants communistes. Il est prénommé Michel après une visite de ses parents au Mont-Saint-Michel. Il affirme que sa mère a falsifié son acte de naissance pour le vieillir de deux ans, car elle le pensait surdoué : elle lui aurait donné naissance le 26 février 1958, et non le 26 février 1956 comme l'indique son acte de naissance. Cependant, selon son biographe non autorisé Denis Demonpion, ces dires relèveraient plutôt d'une mise en scène de Houellebecq afin de « brouiller les pistes ».
Très tôt, ses parents, du moins sa mère, se désintéressent de lui ; le couple se sépare, et une demi-sœur naît peu après. Dans un premier temps ce sont ses grands-parents maternels, en Algérie, qui le prennent en charge, puis, après le divorce de ses parents, son père le récupère par un coup de force et le confie à sa grand-mère paternelle, Henriette Thomas, née Houellebecq, habitant Villiers-sur-Morin (Seine-et-Marne), elle aussi fervente communiste, dont il a adopté le nom de jeune fille comme pseudonyme par reconnaissance.
Après avoir été lycéen à Meaux, il suit les classes préparatoires aux grandes écoles au lycée Chaptal de Paris (où il se serait fait rouer de coups). Élève brillant, il est admissible au concours de l'École normale supérieure[Quand ?], mais ne se rend pas aux oraux car il n'aime pas la géologie ; à la place, il intègre en 1975 l’Institut national agronomique Paris-Grignon (INA P-G), où il suivra notamment des cours de René Dumont. Il y fonde l'éphémère revue littéraire Karamazov, pour laquelle il écrit quelques poèmes et entame le tournage d'un film intitulé Cristal de souffrance. Il sort diplômé de l'école en 1978, ingénieur agronome avec une spécialisation en « Mise en valeur du milieu naturel et écologie ». Une période de chômage lui permet de se tourner vers la création littéraire : il fait la rencontre décisive de Michel Bulteau, directeur de La Nouvelle Revue de Paris, qui lui propose de collaborer à la collection des Infréquentables aux éditions du Rocher.
Il entre ensuite à l’École nationale supérieure Louis-Lumière, en section cinéma (prise de vues), mais en sort en 1981, avant d'avoir obtenu son diplôme. Son fils Étienne naît la même année. Il connaît ensuite une nouvelle période de chômage, puis divorce. Ces deux événements le font entrer en dépression.
Il commence en 1983 une carrière en informatique chez Unilog, puis comme contractuel à la direction informatique du ministère de l’Agriculture, rue de Picpus, dans le 12e arrondissement de Paris, où il restera trois ans (cette période est évoquée de façon romancée dans Extension du domaine de la lutte). Il postule à un emploi à l’Assemblée nationale et réussit en 1990 le concours externe d'adjoint administratif au service informatique. Le revenu assuré par cet emploi lui donne la tranquillité dont il a besoin. Il publie en 1991 la biographie de H. P. Lovecraft, Contre le monde, contre la vie. En 1996, ayant acquis l’ancienneté nécessaire et voulant se consacrer à l’écriture, il demande sa mise en disponibilité.

En 1992, Michel Houellebecq reçoit le prix Tristan-Tzara pour son recueil de poèmes La Poursuite du bonheur, paru en 1991. Il fait la connaissance de Juliette et André Darle, qui invitent alors ce jeune poète de trente-six ans, employé de l’Assemblée nationale, quasiment inconnu, au festival de Poésie Murale qui a lieu au château des Stuarts à Aubigny-sur-Nère. Juliette Darle se souvient : 

« J’ai perçu une personnalité singulière et j’ai assimilé immédiatement Michel aux grands auteurs du vingtième siècle […]. Michel Houellebecq s’était lancé dans une diatribe contre le libéralisme. Le député-maire d’Aubigny, Yves Fromion, en avait été soufflé et avait tenu à rencontrer ce curieux poète. […] Il n'y avait plus de chambre de libre, il a dû dormir dans une caravane. Nous avons passé des soirées formidables. Michel lisait des poèmes de Louis Aragon en pleurant et en s’envoyant des lampées de whisky. Le lendemain nous l'avons emmené à Sancerre. »

En 1998, sa description des rapports amoureux dans Les Particules élémentaires suscite la polémique ; il est alors accusé[Par qui ?] de misogynie et de réification du corps féminin.
En 2000, il s'exile en Irlande avec sa deuxième épouse, Marie-Pierre Gauthier ; en 2002, il s'installe en Andalousie, dans le parc naturel de Cabo de Gata-Níjar.

En 2008, alors qu'il n'a pas revu sa mère depuis dix-sept ans et qu'il déclare lors d'entretiens publiés dans la presse qu'elle est probablement morte, cette dernière publie un livre, L'Innocente, très virulent à l'égard de son fils, dans lequel elle déclare notamment : 

« Mon fils, qu’il aille se faire foutre par qui il veut avec qui il veut, j’en ai rien à cirer. »

Fin 2012, en pleine polémique d'exil fiscal, il annonce son retour en France. Installé dans son nouvel appartement parisien, il évoque dans un entretien les raisons de son retour, notamment la lassitude des langues étrangères. Il nie tout geste délibérément politique concernant son départ de la côte sud-ouest de l'Irlande, mais concède que cela peut être interprété comme tel « puisque ça prouve que le niveau d'imposition n'est pas suffisamment fort pour décourager tout le monde. »

À l'annonce de la publication de son recueil de poèmes Configuration du dernier rivage en avril 2013, il dit sa volonté de continuer à écrire : 

« La vie ne m'intéresse pas assez pour que je puisse me passer d'écrire. »

En 2016, sort Rester vivant : Méthode, adaptation sous forme de documentaire de son essai Rester vivant, réalisée par le néerlandais Erik Lieshout (nl).
Le 21 septembre 2018, à 62 ans, il se marie une troisième fois, avec Qianyum Lysis Li, âgée de 42 ans, d'origine chinoise,.
Il est décoré en 2019 de la Légion d'honneur.

## Parcours de l'œuvre
Michel Houellebecq est considéré comme un des plus grands auteurs contemporains en langue française,,. Son œuvre est traduite en 42 langues.

### Chronologie des publications

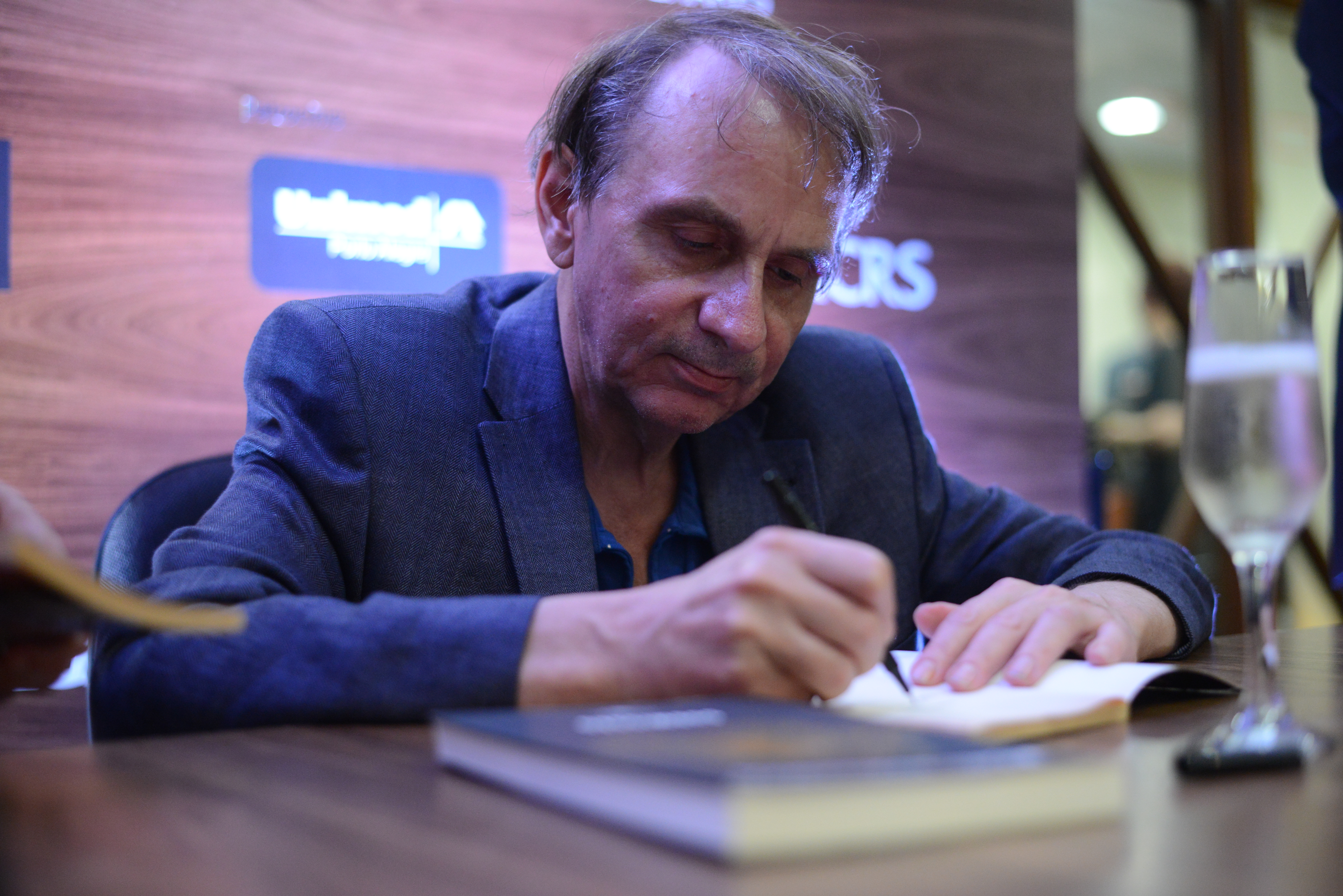
Michel Houellebecq en 2016.

Ses deux premiers recueils de poèmes, parus en 1991, passent inaperçus. Les thèmes essentiels des livres à venir y sont déjà traités : solitude existentielle, dénonciation du libéralisme à l’œuvre jusque dans l’intimité des individus. Les deux recueils suivants seront primés (prix Tristan-Tzara, en 1992, et prix de Flore, en 1996). Mais c’est par la prose que l’auteur accédera au succès public.
En 1994, son premier roman, Extension du domaine de la lutte, est publié par Maurice Nadeau après avoir été refusé par de nombreux éditeurs. Il fait de Houellebecq le chef de file d’une génération d’écrivains décrivant la misère affective de l’homme contemporain [citation nécessaire]. Loué sur France Inter par Michel Polac et au Cercle de minuit par Laure Adler, le roman rencontre un succès public relativement modéré (comparativement aux ventes du roman suivant Les Particules élémentaires qui dépassera les 300 000 exemplaires quatre ans après), mais deviendra rapidement « culte ». Il est adapté au cinéma en France par Philippe Harel en 1999, et, à la télévision danoise, par Jens Albinus en 2002.
En 1998, Les Particules élémentaires, son second roman, provoque un tapage médiatique exceptionnel pour une œuvre littéraire, dû en partie à l’exclusion de son auteur de la Revue perpendiculaire à laquelle il appartenait, pour incompatibilité d'idées. Le comité de rédaction de la revue publie dans Le Monde une tribune attaquant Houellebecq sur ses idées sociales et politiques présumées. Cette polémique est largement exploitée par l'éditeur Flammarion qui cesse de financer la revue en question. Perpendiculaire cesse de paraître et Houellebecq bénéficie d'un surcroît de visibilité.
À la surprise de certains, Les Particules élémentaires n'obtient pas le prix Goncourt, décerné à Paule Constant pour Confidence pour confidence, un roman très bien accueilli au départ, mais qui s'est trouvé vite accablé par le bruit médiatique selon lequel Constant avait « dérobé le prix à Houellebecq » — un bruit alimenté en partie par Houellebecq lui-même, qui a dénoncé Confidence pour confidence comme « complètement nul ». Les Particules élémentaires obtient cependant le prix Novembre, décerné par un jury dans lequel figure Philippe Sollers (qui fait une apparition dans le roman), et est élu par la rédaction de la revue Lire « meilleur livre de l'année 1998 ».
Houellebecq a par la suite partagé avec son traducteur, Frank Wynne, le prix IMPAC 2002 pour la traduction de ce livre sous le titre Atomised.
Houellebecq a aussi signé les paroles de l'album Présence humaine, constituées d'extraits composites de ses recueils de poésie, qu'il interprète lui-même sur fond d'arrangements rock et easy-listening dus à Bertrand Burgalat. Il va même jusqu'à se produire sur scène lors d'une courte tournée.
En 2001 sort Plateforme, roman de facture plus classique que le précédent, écrit à la première personne (ce qui accentuera les confusions entre l'auteur et le protagoniste, renforcées par le fait que ce dernier est prénommé Michel), dont le thème principal est le tourisme sexuel, envisagé comme possible remède à la déréliction occidentale, avec en arrière-plan une sévère critique de l'islam, qui provoque une vive polémique, amplifiée après la publication d'un entretien dans le magazine Lire (voir section « Controverses médiatiques »). La deuxième partie du roman s'achève par un attentat terroriste perpétré sur un lieu de tourisme sexuel organisé, qui a été considéré comme « prophétique » du fait de ses similitudes avec l'attentat à Bali survenu un an plus tard. En outre, la polémique autour du roman (qui prenait une tournure inquiétante, rappelant le sort subi par Salman Rushdie après la publication de son roman Les Versets sataniques) a été éclipsée par les attentats terroristes du 11 septembre 2001.
En 2004, Michel Houellebecq fait l'objet d'un « transfert » de son ancien éditeur, Flammarion, vers les éditions Fayard, au sein du groupe Hachette Livre, lui-même appartenant au puissant conglomérat Lagardère SCA ; et ce avec des conditions financières inhabituelles dans l'édition française et l'assurance de voir son futur roman porté sur le grand écran. Lors de la rentrée littéraire 2005, il occupe, avec La Possibilité d'une île, une grande partie des pages « culture » des médias, éclipsant les autres nouveautés (plus de 600) de la « rentrée littéraire ». Toutefois, les ventes du livre sont, finalement, moindres que prévu, bien que considérables dans l'absolu (300 000 exemplaires vendus contre 400 000 espérés).
En 2007, Houellebecq travaille sur la préproduction du film La Possibilité d'une île tiré de son roman, film qu'il réalise lui-même avec Benoît Magimel dans le rôle principal. Lors de la sortie sur les écrans, en 2008, le film est un échec commercial et critique. En 2008, Houellebecq publie Ennemis publics, une série d'échanges épistolaires par courriel avec Bernard-Henri Lévy.
En 2010, il publie La Carte et le Territoire chez Flammarion, pour lequel il obtient le prix Goncourt 2010. Ayant plusieurs fois échoué à remporter ce prix pour lequel il avait déjà été pressenti, Michel Houellebecq déclare : « [Maintenant que j'ai le Goncourt], on ne se demandera pas si je vais avoir le Goncourt ou non la prochaine fois, ce sera moins de pression, plus de liberté, même si j'ai toujours été assez libre ».
Son roman Soumission, paru le 7 janvier 2015 aux éditions Flammarion, met en scène une France islamisée après une victoire politique de l'islam en France en 2022. Le roman suscite une vive polémique et, 14 ans après Plateforme, coïncide à nouveau de façon troublante avec un attentat islamiste, perpétré en France cette fois, contre le journal satirique Charlie Hebdo, le jour même de sa publication (de plus le numéro de l'hebdomadaire paru ce jour-là montrait en couverture un dessin représentant Michel Houellebecq, avec en légende : « Les prédictions du mage Houellebecq »).
Début 2019, avec Sérotonine, il raconte l'histoire d'un quadragénaire dépressif, également ingénieur agronome, qui disparaît pour échapper à une relation amoureuse toxique et à un travail au ministère de l'Agriculture (emploi qu'a exercé Houellebecq) dont il ne perçoit plus que les échecs dans la défense des intérêts des agriculteurs français. Dans son livre, ces agriculteurs se révoltent et doivent faire face à une compagnie de CRS dans une scène violente. La fin du roman est marquée par une observation, voire une révélation optimiste, qui semble donner un sens à la quête du héros.
De façon générale, Houellebecq accorde une place importante à son œuvre d’essayiste. Il est intervenu dans Les Inrockuptibles, dans Perpendiculaire, dans L'Atelier du roman, dans Immédiatement, ainsi que dans la presse internationale. La plupart de ces textes de circonstance ont été réunis dans le recueil Interventions, et deux volumes de la collection Librio : Rester vivant et autres textes ; Lanzarote et autres textes. Certains de ces textes sont apparus, remaniés, dans un roman ultérieur : par exemple, une partie d'un texte intitulé « La peau de l'ours », relatant l'annonce par Bruno Masure d'une possible découverte de traces de vie ancienne sur Mars, est reproduit dans Les Particules élémentaires avec quelques variations (un ton plus mélancolique, en phase avec le personnage de Michel Djerzinski, alors que l'article est rédigé sur un ton léger et caustique). De façon analogue, le recueil de poésie Le Sens du combat comporte un poème en prose évoquant le personnage Annabelle de ce même roman. L'auteur revendique le fait de considérer l'ensemble de ses écrits comme une totalité ayant sa propre cohérence, ainsi qu'il l'écrit dans sa préface à Interventions : « Les « réflexions théoriques » m'apparaissent ainsi comme un matériau romanesque aussi bon qu'un autre, et meilleur que beaucoup d'autres. Il en est de même des discussions, des entretiens, des débats… Il en est encore plus évidemment de même de la critique littéraire, artistique ou musicale. Tout devrait pouvoir se transformer en un livre unique, que l'on écrirait jusqu'aux approches de la mort ; cela me paraît une manière de vivre raisonnable, heureuse, et peut-être même envisageable en pratique – à peu de chose près. La seule chose en réalité qui me paraisse vraiment difficile à intégrer dans un roman, c'est la poésie. Je ne dis pas que ce soit impossible, je dis que ça me paraît très difficile. Il y a la poésie, il y a la vie ; entre les deux il y a des ressemblances, sans plus. »

### Influences
L'influence de différents auteurs est revendiquée par l'auteur, ou bien décrite dans des analyses comparatistes.
Du fait de l'ambition littéraire de l'auteur, de son approche descriptive et sociologique, les romans de Houellebecq sont souvent comparés par les spécialistes de littérature au roman réaliste français du XIXe siècle et pour la facette scientifique de son analyse (discours socio-biologique ou anthropologique) au naturalisme d'Émile Zola. L'œuvre est également souvent comparée à celles d'auteurs du XXe siècle, notamment Céline, ou Albert Camus s'agissant de son premier roman Extension du domaine de la lutte qui a été comparé à L'Étranger. Parmi les romanciers contemporains, l'œuvre est parfois comparée à celle de l'Américain Bret Easton Ellis (American Psycho), par sa description incisive des failles et des errances des individus dans les sociétés contemporaines, ainsi que par son impact social, notamment mis en évidence par les réactions scandalisées du public et des médias ou les débats passionnés suscités par chacune de leurs œuvres respectives. Son style est intertextuel, amalgamant plusieurs discours, à l'instar de Honoré de Balzac et Georges Perec dont l'auteur revendique l'influence. Il voue une admiration particulière à Balzac, louant l'ampleur prodigieuse de son œuvre et son extrême méticulosité dans le détail des analyses sociales.
Parmi les poètes, l'influence avouée de Baudelaire est souvent relevée, par exemple pour son travail de transcription poétique de la modernité, de la vie urbaine et du capitalisme, et l'influence de Lautréamont par l'emploi d'un vocabulaire scientifique.

« D'un doigt sec elle pince / Les boyaux palpitants de nos ventres crevés »

— Houellebecq, « La Fille », La Poursuite du bonheur.
Parmi les philosophes, on retrouve principalement le positivisme d'Auguste Comte et la pensée d'Arthur Schopenhauer, revendiqué par Houellebecq comme maître spirituel, et notamment Le Monde comme volonté et comme représentation, qui préfigure son œuvre par la métaphysique pessimiste qui l'imprègne, le dégoût du monde, la révolte obstinée bien qu'impuissante contre le vouloir-vivre (et notamment le désir sexuel), ou encore la conception d'une existence oscillant entre souffrance et ennui jusqu'à l'issue de la mort.

« L'absence d'envie de vivre, hélas, ne suffit pas pour avoir envie de mourir. »

— Plateforme.

### Thèmes

#### Travail et libéralisme économique
Le travail et l'économie sont des thèmes majeurs de l'œuvre de Houellebecq.
Lahanque remarque que « sa psychologie et sa sociologie romanesques sont clairement construites sur ce terrain ». L'auteur entame sa réflexion sur le libéralisme avec H. P. Lovecraft. Contre le monde, contre la vie, où il remarque :

« Le capitalisme libéral a étendu son emprise sur les consciences ; marchant de pair avec lui sont advenus le mercantilisme, la publicité, le culte absurde et ricanant de l’efficacité économique, l’appétit exclusif et immodéré pour les richesses matérielles. Pire encore, le libéralisme s’est étendu du domaine économique au domaine sexuel »

— H. P. Lovecraft. Contre le monde, contre la vie.
La libéralisation, entendue comme la mise en compétition généralisée, transforme les relations humaines autrefois peu soucieuses d'efficacité en un système d'optimisation de l'homme par l'homme. Ainsi, dans Extension du domaine de la lutte, il observe une libéralisation similaire de l'économie et de la sexualité, génératrice d'inégalités considérables, fondées du reste sur des critères de ségrégation à la légitimité contestable.
« En système économique parfaitement libéral, certains accumulent des fortunes considérables ; d'autres croupissent dans le chômage et la misère. En système sexuel parfaitement libéral, certains ont une vie sexuelle variée et excitante ; d'autres sont réduits à la masturbation et à la solitude. »
Dans Plateforme, l'auteur trouve la synthèse de ces deux libéralismes dans la prostitution. Globalisée par l'immigration et le tourisme sexuel, la prostitution obéit aux lois d'un marché en concurrence pure et parfaite, où les avantages comparatifs jouent pleinement. Dans ce modèle contre-utopique, les Occidentaux échangent ainsi leur confort matériel contre une sexualité encore relativement pure et instinctive, préservée dans les pays pauvres où la nécessité de lutter pour la simple survie, ainsi que la survivance des systèmes de cohésion sociale traditionnels (familiaux ou religieux), soustraient les individus à la captation par l'industrie du désir et du divertissement, à la compétition narcissique et à l'obligation de rendement.
Michel Houellebecq exploite aussi l'absence d’effet sur le bien-être de la libéralisation, alors que celle-ci le promet et promeut. La libéralisation accrue de l'économie et des mœurs ne contribue pas à l'épanouissement des humains, mais à leur individualisation. Autrefois socialisé par la famille, la religion et un travail fixe, l'individu est désormais responsable d'une vie qu'il n'a pas choisie, et sa prétendue liberté est en réalité presque entièrement déterminée par des sollicitations extérieures (qualifiées de « publicitaires au sens large » dans l'essai Approches du désarroi, où se trouvent explicitée sa grille de lecture théorique des évolutions sociales survenues en Occident depuis le milieu du XXe siècle soit en gros depuis sa naissance). Sans capital familial et physique suffisant, les personnages houellebecquiens ratent leur socialisation et leur vie subséquemment. Ils perdent souvent la maîtrise psychologique d'eux-mêmes. La dépression devient alors la conséquence d'une libéralisation génératrice de souffrances.
Bien qu'il soit parfois taxé de « réactionnaire », ses thèses sur les effets pervers de la société libérale-libertaire rejoignent celles du philosophe marxiste Michel Clouscard.
En septembre 2014, l’économiste Bernard Maris consacrait un ouvrage aux passerelles existant entre l’œuvre de Michel Houellebecq et celles de théoriciens de l'économie (Alfred Marshall, Thomas Malthus, John Maynard Keynes…) et affirmait : « Aucun écrivain n'est arrivé à saisir le malaise économique qui gangrène notre époque comme lui. »

#### Homme et animal
La définition de l’homme et l’animal est un thème central de son œuvre. Dans plusieurs romans, l’auteur dresse des parallèles entre l’animalité résiduelle des relations humaines et leur apparente sociabilité. Les hommes sont des animaux mus par la conjonction de leurs instincts et de leurs idéaux. Les Particules élémentaires offre ainsi de nombreuses comparaisons entre les sociétés humaines et animales (du reste, comme on apprend à la fin de ce roman que le narrateur est en réalité un néo-humain, issu de la « mutation métaphysique » opérée à la suite des travaux du protagoniste Michel Djerjinski, l'humanité elle-même est décrite comme une espèce archaïque parmi les autres).

« La brutalité et la domination, générales dans les sociétés animales, s’accompagnent déjà chez le chimpanzé (Pan troglodytes) d’actes de cruauté gratuite accomplis à l’encontre de l’animal le plus faible. Cette tendance atteint son comble chez les sociétés humaines primitives, et dans les sociétés développées chez l’enfant et l’adolescent jeune. »

— Les Particules élémentaires
L’auteur y ébauche le témoignage d’une espèce supérieure, créée par l’humanité, brossant le portrait de ses prédécesseurs.

« Cette espèce douloureuse et vile, à peine différente du singe, qui portait cependant en elle tant d’aspirations nobles. Cette espèce torturée, contradictoire, individualiste et querelleuse, d’un égoïsme illimité, parfois capable d’explosions de violence inouïes, mais qui ne cessa jamais pourtant de croire à la bonté et à l’amour. »

— Les Particules élémentaires.
La dialectique de l’homme et de son animalité est relativement pessimiste dans l’œuvre de Houellebecq. Alors que l’animal ne souffre pas des pathologies de la sociabilité humaine (égoïsme, passion), l’être humain est incapable de réduire ses instincts de prédation, incompatibles avec les valeurs qu’il s’est pourtant fixées (amour, loyauté, désir de connaissance). Ce darwinisme social est d’autant plus prégnant dans les sociétés sexuellement libérées.

« Phénomène rare, artificiel et tardif, l’amour ne peut s’épanouir que dans des conditions mentales spéciales, rarement réunies, en tous points opposées à la liberté de mœurs qui caractérise l’époque moderne […]. L’amour comme aptitude à résumer l’ensemble de l’autre sexe à un seul être aimé, résiste rarement à une année de vagabondage sexuel, jamais à deux. »

— Extension du domaine de la lutte.

#### Religion
Interrogé au moment de la parution de Soumission, Bruno Viard, universitaire spécialiste du romancier, indique que « la question religieuse est présente depuis le début » dans l'œuvre de Michel Houellebecq :

« Il est hanté par le spectre de la disparition de la religion. Houellebecq ne croit pas en Dieu. Mais il affirme qu’aucune société ne peut survivre sans religion sous peine de suicide car, avec la famille, la religion répond à une nécessité sociologique essentielle qui est de relier les hommes et de donner un sens à leur existence. D'où son désespoir : l'idée d'un grand vide...
C’est la raison pour laquelle il s’est tellement intéressé aux religions sans Dieu transcendant que Pierre Leroux ou Auguste Comte avaient espérées au XIXe siècle. Il faut relire Les Particules élémentaires pour voir cela et certaines parties de La Carte et le Territoire. J'ignore les raisons de l’hostilité à l’islam qui semblent lui être personnelles, mais il a plusieurs fois affirmé son hostilité à tout monothéisme. Dans cette perspective, l'islam est la religion la plus transcendante. Plus les hommes imagineront un Dieu qui est absolu, plus tyrannique sera sa loi. D’où sans doute le titre, Soumission. »

## Style d’écriture
La spécificité stylistique de Houellebecq est souvent soulignée par les commentateurs et critiques. Son écriture, assimilée à une « absence de style » par ses détracteurs (voir ci-dessous), est saluée par d’autres critiques et écrivains. Désignée parfois comme « style blanc » ou « style plat », elle est décrite et détaillée par de nombreuses études.

### Choix stylistique selon l’auteur
— Houellebecq, C’est ainsi que je fabrique mes livres.
Les premières conceptions de l'auteur sur l'utilité du style d'écriture apparaissent dans son essai sur H. P. Lovecraft (1991). S'il y explique l'importance et le rôle du style dans l'expression de l'idée, Houellebecq ne cessera ultérieurement de rappeler l'inanité de la recherche purement formelle. Il décrit et analyse son propre style de la manière suivante :

« Il reste que certains états mentaux semblent m’être assez spécifiques ; en particulier celui qui se traduit par l’énoncé de propositions anodines, dont la juxtaposition produit un effet absurde. »

### Style Houellebecq: syntaxe et procédés
Parmi les caractéristiques de cette écriture, les commentateurs relèvent par exemple des phrases généralement courtes et une juxtaposition de propositions à la structure simple (juxtaposition souvent renforcée par l'emploi du point-virgule). De même, l’écriture fait un usage très limité de la métaphore ; elles sont peu fréquentes et généralement assez plates, relevant délibérément du cliché ou du lieu commun. Cet usage récurrent du point-virgule permet une pause méditative sur le propos, et donne à certaines tournures des airs de haïku.
Ce style varie parfois en raison de l'intertextualité, lorsque par exemple Houellebecq parodie le style d’un autre écrivain. Dominique Noguez note par exemple des traits balzaciens dans une phrase comme : « Et si le voyageur éphémère veut bien rappeler à sa mémoire… » ; camusiens dans le début de la phrase : « Assisté à la mort d’un type, aujourd’hui… » ou dans l'incipit de Plateforme : « Mon père est mort il y a un an » ; ou bien des formes similaires à Lautréamont dans des descriptions poétiques du paysage.
Mais le plus généralement, le style est autonome, lié seulement aux changements de registres de langue : Houellebecq utilise parfois un registre soutenu ou littéraire, dans certains passages ou de manière très ponctuelle (termes, tournures, conjugaisons), à l'exemple de : « Mais eût-elle-même suivi pendant vingt-cinq ans un régime amaigrissant de la plus terrifiante sévérité que son sort n’en eût pas été notablement adouci ». Mais le plus généralement, l'écrivain utilise un registre courant du français, décrit par Noguez comme « celui de la prose des articles de vulgarisation scientifique », tendant souvent vers le registre de la langue parlée (« tout ce genre de truc ») dont il prend un soin systématique à restituer certaines expressions pittoresques et percutantes, apparaissant en italiques. Des détails triviaux viennent s'insérer dans des descriptions par ailleurs compassées, produisant un effet de dérision comique (un trait qui rappelle les textes de Pierre Desproges).

« Jeff Koons venait de se lever de son siège, les bras lancés en avant dans un élan d'enthousiasme. Assis en face de lui sur un canapé de cuir blanc partiellement recouvert de soieries, un peu tassé sur lui-même, Damien Hirst semblait sur le point d'émettre une objection ; son visage était rougeaud, morose. Tous deux étaient vêtus d'un costume noir — celui de Koons, à fines rayures — d'une chemise blanche et d'une cravate noire. Entre les deux hommes, sur la table basse, était posée une corbeille de fruits confits à laquelle ni l'un ni l'autre ne prêtait aucune attention ; Hirst buvait une Budweiser Light. »

— La Carte et le Territoire, premier paragraphe.
Le style se caractérise également, selon Noguez, par « toute une série des phénomènes lexicaux ou syntaxiques » renforçant le sens d’un aspect prosaïque ou terne d'une chose, ou traduisant l'arasement du relief de l'existence, l'absence d’émotion ou la déprime du narrateur, à travers par exemple l’emploi de nombreuses litotes, des descriptions et détails anodins, exposés comme s'ils étaient perçus par un étranger radical, ou comme s'il s'agissait de décrire les mœurs des humains à des êtres extraterrestres. Les critiques remarquent les fins de paragraphes composées d’une phrase simple et banale, « impliquant une certaine résignation » ou une plénitude heureuse.

« Il n’arrivait plus à se souvenir de sa dernière érection ; il attendait l’orage »

— Les Particules élémentaires p. 27.

« Je prononce quelques phrases sur les normes scandinaves et la commutation des réseaux ; Schnäbele, sur la défensive, se replie sur sa chaise ; je vais me chercher une crème caramel »

— Extension… p. 68.

« L'impression de séparation est totale ; je suis désormais prisonnier de moi-même. Elle n'aura pas lieu, la fusion sublime ; le but de la vie est manqué. Il est deux heures de l'après-midi. »

— Extension..., dernières phrases du dernier chapitre qui évoque un pénible trajet à vélo dans les termes d'un périple métaphysique, mêlant gravité et légèreté au point de les rendre indiscernables.
Le style se révèle également par de nombreux autres procédés. Houellebecq emploie régulièrement des adjectifs (souvent négatifs) de manière inhabituelle ou surprenante, pour signifier les jugements péremptoires, sans nuance ou hâtifs du narrateur ou des personnages.
« Le papier peint était décourageant ».
« C’est un slow magnifique, d’une beauté surréelle. »
Le style de Houellebecq se caractérise également par une importance du métalangage, avec l'emploi régulier de l'italique typographique. Ce procédé signale par exemple un niveau de discours différent, ou « tous ces moments de pause où le texte réfléchit ou attire l’attention sur lui-même ». L'italique permet d'insister et de « colorer » un mot par ailleurs banal pour l'ériger au statut de concept, d'où le fait qu'il remplace parfois les guillemets :

« Olga cependant, une fille de toute façon pas très protéines, préférait la confiture de fraises de bois […] »

— La Carte… p. 102.
Noguez remarque également l'abondance des marques lexicales ou grammaticales de la scientificité, l'emploi d’une riche panoplie de formes adverbiales destinées à pondérer les énoncés et à leur donner un caractère incontestable, qu'il justifie par l'ambition d'un discours de vérité, plus proche de l'essai ou de l'étude sociologique que du roman. Cet aspect est peut-être renforcé par l'usage du name dropping.

« Ce n'est pas aussi compliqué qu'on le raconte, les relations humaines : c'est souvent insoluble, mais c'est rarement compliqué. »

— Plateforme.
Ce style souvent proche de celui de la vulgarisation scientifique tend vers une neutralité qui le rapproche de celui de Wikipédia : l'auteur a d'ailleurs été accusé de plagiat de l'encyclopédie collaborative pour La Carte et le territoire (et a reconnu ces emprunts), ce que Paul Vacca décrit moins comme du plagiat par facilité que comme un dispositif littéraire d'inclusion d'éléments étrangers, dans une perspective proche de celle d'Andy Warhol. Ce style naturaliste n'est cependant pas sans ironie :

« Voici comment se déroule la vie de l'Allemand. [...] Une profonde mutation s'opère en l'Allemand âgé de cinquante-cinq à soixante ans. Comme la cigogne en hiver, comme le hippie d'âges plus anciens, comme l'Israélien adepte du Goa trance, l'Allemand sexagénaire part vers le Sud. On le retrouve en Espagne, souvent sur la côte entre Carthagène et Valence. »

— Article de 1997 pour Les Inrockuptibles.
Selon Simon St-Onge, l'ensemble de ces procédés vise à mettre en évidence « la précarité des pratiques langagières ».
Pour Roger Célestin, ce choix stylistique est peut-être une continuation de l’écriture qualifiée de « neutre » ou « objective » du roman existentialiste et du Nouveau roman (bien que l'auteur récuse toute influence de ce mouvement), ou bien des ambitions du structuralisme pour un style « scientifique » (même si Michel Houellebecq a affirmé dans une recension de l'ouvrage de Jean Bricmont et Alan Sokal Impostures intellectuelles estimer comme eux que la plupart des écrits de sciences humaines faisant usage de termes et concepts issus des sciences dites dures ne « veulent rien dire » du fait d'une absence de rigueur ou même de maîtrise élémentaire des sujets correspondants).
Pour d’autres critiques comme Walter Goodman, le choix de ce style plat prend encore son sens par opposition à l’écriture du début du XXe siècle, ou bien par une opposition comparable entre le style de Flaubert et celui de Proust « où la métaphore est essentielle, vitale ». Par ce choix stylistique, l’intention de Houellebecq serait peut-être de mieux refléter notre époque moderne et les pratiques textuelles contemporaines.

### Amalgame de discours
« Extension du domaine de la lutte donne l’impression de n’être composé que de citations, d’emprunts, jusqu’à la parole du narrateur lui-même. On y sent une méfiance totale envers le langage, comme le soupçon que chaque mot est suspect, impur, inauthentique, fourvoyé, repoussé de son sens, d’un sens, du sens. »

— Marek Bieńczyk
Ainsi, l’écriture de Houellebecq est souvent un amalgame de différents types de discours rassemblés dans un même texte. Ces discours se différencient par exemple par leur fonction (démonstrative, rhétorique), leur langage (publicitaire, bureaucratique, scientifique, journalistique), ou leur genre littéraire (poésie, roman, biographie, analyse sociologique). Ce discours prend parfois la forme d'emprunts à de véritables textes de leur domaine (slogans publicitaires, mode d'emploi technique, encyclopédie).
À titre d'illustration particulièrement frappante : dans Les Particules élémentaires, le slogan du catalogue des 3 Suisses « Demain sera féminin », sur lequel le protagoniste Michel Djerjinski s'arrête et médite longuement, devient des années plus tard le mot d'ordre de la « mutation métaphysique » qu'il a initiée sur le plan scientifique comme conceptuel.
Selon St-Onge, cet emploi de discours multiples vise à montrer la malléabilité des pratiques langagières. St-Onge souligne aussi qu'il existe toujours au moins un discours « signalant, de différentes façons, le doute qui devrait peser contre ces pratiques. » La tension créée par leur « inadéquation discursive » devient également une source de l'expérience esthétique du lecteur.

## Réception et critiques
D'une manière générale, la réception de l'œuvre de Michel Houellebecq est plus réservée dans le champ universitaire français qu'auprès du grand public, des médias et des universitaires étrangers, contrairement à d'autres auteurs français contemporains tels que J. M. G. Le Clézio, Annie Ernaux ou Patrick Modiano.

### Critique du style
« L’œuvre de Michel Houellebecq donne lieu à des jugements radicalement opposés. Pour certains critiques, il serait le plus grand écrivain contemporain, pour d’autres son écriture relèverait de la nullité littéraire. »

— Reynald Lahanque
Un aspect des critiques concerne le style d'écriture de Houellebecq (voir ci-dessus). Pour certains commentateurs, l'absence de style, ou bien ce « style plat » expliqué comme l'imitation du langage quotidien et des discours abêtissants des magazines, ne serait pas compatible avec l'écriture romanesque et le style littéraire, et serait plus proche du « roman de gare ».

« Le lecteur, lui, s’y retrouve parce qu’il ré-entend, en condensé narratif, le style d’esprit des magazines […] il n’en revient pas d’y retrouver ses derniers mots et objets quotidiens, ses tics et tendances du moment, qui n’avaient pas encore trouvé leur romanesque. Peu importe. On est là en plein mimétisme, ersatz de mimesis et fort loin de cette littérature qui fait sourdre la chair du monde par la peau. »

— Jean-Philippe Domecq

« Houellebecq peut écrire autant de mauvais dialogues qu’il veut, là n’est pas le problème. Le problème est qu’on lui attribue le titre de (bon) romancier, et que lui-même parle de « poésie » à propos de son écriture. […] Mais l’effet « je bande ; il pleut » est un peu éculé et facile — en tout cas, pas de quoi revendiquer un style. »

— Raphaël Meltz
À l'inverse, d'autres commentateurs soulignent l'aspect novateur de cette écriture et son adéquation avec le roman moderne ou la critique du langage.

« C’est bien sur ce terrain qu’il faut situer le talent propre de Houellebecq : souvent, l’effet de dévoilement passe par le fait de décrire d’un ton neutre, d’adopter le mode du simple constat, mais en faisant « le pas de côté » qui suffit pour dénaturaliser les comportements et les dires ordinaires, pour en faire percevoir l’étrangeté, et leur ôter leur sérieux. »

— Reynald Lahanque

### Critique du projet littéraire
« Dire que cette observation de la société est celle d’un génie peut paraître, somme toute, assez exagéré. Or les idées « sociologiques » de Houellebecq ne vont pas beaucoup plus loin. Quant aux idées « scientifiques » sur la génétique, elles sont du niveau de n’importe quelle interview d’un chercheur dans un magazine. »

— Raphaël Meltz

« Alors, qu'est-ce que ce roman (La Carte et le Territoire) offre de nouveau ? […] Des bavardages sur la condition humaine, une écriture affectée qui prétend à l'épure […]. »

— Tahar Ben Jelloun

« « Le regard que Jed Martin porte sur la société de son temps, ajoute Houellebecq, est celui d’un ethnologue bien plus que d’un commentateur politique. » J’ai lu cette phrase avec d’autant plus d’intérêt que j’ai cru y percevoir en creux ou en abîme une définition de l’art poétique de Michel Houellebecq lui-même : vous n’êtes pas un commentateur politique, Michel Houellebecq ; et si certains vous qualifient de réactionnaire, vous êtes aussi la référence littéraire des magazines les plus progressistes de ce pays. Autrement dit, vous brouillez les pistes, sans doute parce que vous êtes ailleurs. Vous avez le don, très rare, du regard éloigné. Est-il donc légitime de considérer votre entreprise depuis L’Extension du domaine de la lutte jusqu’à La Carte et le Territoire comme une ethnologie romanesque de l’humanité occidentale ? »

— Alain Finkielkraut

« Mais au fond, l'œuvre de Houellebecq montre une grande continuité : comme une longue histoire de la décadence occidentale. »

— Anne-Catherine Simon

### Critique des stratégies éditoriales
Un autre aspect important des critiques concerne l'importante campagne promotionnelle qui entoure la sortie des nouveaux romans de Michel Houellebecq, et l'attention portée autour de sa personne. Les critiques relèvent ainsi le rôle et les stratégies de ses maisons d'éditions, l'importante médiatisation à travers de très nombreux articles dans la presse française, la conjonction de la rentrée littéraire française et l'important tapage médiatique autour des attributions de prix littéraires, ou les controverses liées aux propos provocateurs de ses personnages ou de l'auteur lui-même. De nombreux commentateurs suggèrent ainsi que la qualité littéraire des romans serait usurpée, et que le succès des romans proviendrait principalement d'un effet de mode et d'une très efficace stratégie commerciale. Pour illustrer ces stratégies, Éric Naulleau mentionne par exemple qu'avant la sortie en librairie du roman La Possibilité d'une île, seuls quelques rares exemplaires avaient été soumis à des critiques soigneusement sélectionnés, renforçant ainsi l'attente et la curiosité du public sans permettre un large éventail de critiques.
D'autres commentateurs expliquent que les stratégies éditoriales et médiatiques ne retirent pas la qualité de l'œuvre, que « le succès ne signifie pas la médiocrité », et ils regrettent que les critiques littéraires et les journalistes s'éloignent trop souvent de l'analyse littéraire des romans, voire de leur simple lecture : « Autour du phénomène Houellebecq, tout le monde oublie qu’il faut parler de littérature. » (Meltz)

### Critique des idées
Un autre aspect des critiques concerne les idées politiques, morales et philosophiques soutenues par les personnages et le narrateur des romans, ou bien énoncées par l'auteur. L'aspect scandaleux ou provocateur de certains de ces points de vue a donné lieu à différentes interprétations (racisme de l'auteur, xénophobie, jeu médiatique…) et a donné lieu à des controverses médiatiques, littéraires, et même à des procédures judiciaires.
Annie Ernaux, dans un entretien pour Le Parisien, se félicite d'avoir reçu le prix Nobel à la place de son concurrent, lui aussi candidat, dont elle juge les idées « totalement réactionnaires, antiféministes »,.

## Engagements et prises de position
Malgré un certain désengagement de la vie publique, Michel Houellebecq s'implique dans la protection des animaux. Il a ainsi accepté d'être juré du prix littéraire 30 Millions d'amis en 2011.
Il rédige également « un projet de nouvelle Constitution » fondée sur la démocratie directe qui supprimerait le Parlement et rendrait le président de la République « élu à vie, mais instantanément révocable sur simple référendum d’initiative populaire », et permettrait au peuple d'élire les juges.
Lors des élections municipales de 2014 à Paris, il vote dans le 13e arrondissement pour la liste PS menée par Jérôme Coumet (avec Anne Hidalgo en chef de file parisienne).
En 2015, dans une lettre ouverte au quotidien italien le Corriere della Sera et en réaction aux attentats du 13 novembre 2015 en France, il conspue le personnel politique français, dont il pointe du doigt les responsabilités, traitant en particulier François Hollande d'« insignifiant opportuniste qui occupe le poste de chef de l'État » et Manuel Valls de « retardé congénital », (ce dernier l'avait nommément critiqué à la suite de l'attentat contre Charlie Hebdo).
Il explique « ne pas croire au vote idéologique, mais au vote de classe », affirmant : « Il y a une classe qui vote Le Pen, une classe qui vote Mélenchon, une classe qui vote Macron et une classe qui vote Fillon. Que je le veuille ou non, je fais partie de la France qui vote Macron, parce que je suis trop riche pour voter Le Pen ou Mélenchon. »
En 2018, il déclare que « Donald Trump est un des meilleurs présidents américains qu'[il ait] jamais vu », saluant ses positions sur le libre-échange et sa volonté de défendre « les intérêts des travailleurs américains ».
Il déclare dans le même temps qu'il est favorable au Frexit : « Je suis prêt à voter pour n’importe qui pourvu qu’on propose la sortie de l’Union européenne et de l’OTAN, ça, j’y tiens beaucoup. »
L'écrivain, qui se déclare pro-israélien, ajoute en 2011 : « Donc, comme ils [les hommes politiques écologistes français] ne peuvent pas donner satisfaction aux musulmans sur tout, ils leur donnent au moins satisfaction sur le cas d'Israël en laissant tomber les juifs, comportement de collaborationniste typique. »
À l'occasion d'un entretien croisé avec Michel Onfray publié en décembre 2022 dans la revue Front populaire, Houellebecq dénonce à nouveau « la perte de l’identité des Français », menacés par « les musulmans », ce qui fait titrer au journal Le Monde : « Radicalisation à l’extrême droite d’un écrivain à succès ». Le journaliste note qu'un « un seuil a été franchi » avec l’appel au suprémacisme blanc : « notre seule chance de survie serait qu’il devienne “trendy” aux USA ».
En septembre 2024, dans un entretien accordé au Financial Times, Michel Houellebecq réaffirme que Donald Trump était un bon Président des États-Unis et que cela le réjouirait s'il était réélu à l'élection présidentielle de novembre 2024.

### Sur les religions
Dans un entretien accordé au magazine Lire après la sortie de Plateforme en 2001, Michel Houellebecq déclare entre autres : 

« Je me suis dit que le fait de croire à un seul Dieu était le fait d’un crétin, je ne trouvais pas d’autre mot. Et la religion la plus con, c'est quand même l'islam. Quand on lit le Coran, on est effondré… effondré ! La Bible, au moins, c’est très beau, parce que les juifs ont un sacré talent littéraire … ce qui peut excuser beaucoup de choses. […] L’islam est une religion dangereuse, et ce depuis son apparition. Heureusement, il est condamné. D’une part, parce que Dieu n’existe pas, et que même si on est con, on finit par s’en rendre compte. À long terme, la vérité triomphe. D’autre part l’islam est miné de l’intérieur par le capitalisme. Tout ce qu’on peut souhaiter, c’est qu’il triomphe rapidement. Le matérialisme est un moindre mal. Ses valeurs sont méprisables, mais quand même moins destructrices, moins cruelles que celles de l’islam. »

Il est alors accusé d'islamophobie ou de racisme anti-musulmans par diverses associations musulmanes. Le MRAP et la Ligue française des droits de l'homme qui lui intentent un procès sont déboutés, le tribunal constatant que les propos de Michel Houellebecq relèvent du droit à la critique des doctrines religieuses et considérant que la critique d'une religion ne peut s'apparenter à des propos racistes, quant à eux interdits par la loi française. À l'audience, le romancier avait revendiqué le droit de critiquer les religions monothéistes : 

« Les textes fondamentaux monothéistes ne prêchent ni la paix, ni l'amour, ni la tolérance. Dès le départ, ce sont des textes de haine. »

### Sur le mouvement raëlien
Michel Houellebecq a exprimé sa « sympathie » pour le mouvement raëlien (son roman La Possibilité d'une île en est d'ailleurs inspiré en partie). À la lecture du roman, il apparaît toutefois que cette sympathie ne se rapporte en aucun cas à une adhésion aux croyances raëliennes, étant donné la manière dont sont présentés la secte et son gourou (la description des dirigeants de la secte oscille entre leur ridicule et leur talent pour la manipulation, et le gourou, dépeint comme un artiste raté et un entrepreneur rusé, proche de Bernard Tapie, semble lui-même ne pas croire à son propre dogme).

### Sur l'islam
En avril 2011, Houellebecq accuse les écologistes français de « collaboration » avec l'islamisme. Dans un entretien réalisé le 31 mars 2011, à l'Institut français d'Israël à Tel-Aviv, il déclare : 

« Il y a quand même un surcroît revendicatif de la part des musulmans depuis quelques années, on ne peut pas le nier. »

Dans un entretien à la revue Front populaire de décembre 2022 (« Fin de l’Occident ? »), l’auteur livre une vision violente de la société française, qui fait dire au journaliste du Monde « qu’une étape supplémentaire dans sa radicalisation à l’extrême droite » est franchie. Houellebecq affirme : « des actes de résistance auront lieu », des « Bataclans à l’envers » visant « des mosquées » ainsi que « des cafés fréquentés par des musulmans ». Pour le moment, les Français souhaitent seulement que « les musulmans » « cessent de les voler et de les agresser ou qu'ils s'en aillent ». Le 28 décembre 2022, la Grande mosquée de Paris annonce porter plainte contre Michel Houellebecq pour ces propos « très graves » tenus « au sujet des musulmans de France »,. Le 5 janvier, une entrevue de 6 heures entre Houellebecq et le recteur de la Grande Mosquée, Chems-Eddine Hafiz, grâce à l'initiative et la médiation du Grand rabbin de France Haïm Korsia, entraîne le retrait de la plainte par le recteur. De son côté, Mohammed Moussaoui, président de l'Union des mosquées de France - qui avait également annoncé son intention de porter plainte - a indiqué dans un communiqué qu'il poursuivrait son action en justice contre Houellebecq.

### Sur la prostitution
Toujours dans Lire, en 2001, il déclare : « La prostitution, je trouve ça très bien. Ce n'est pas si mal payé, comme métier… »

### Sur le féminisme
Il a écrit dans un texte intitulé Humanité, second stade, postface à une réédition du SCUM Manifesto de Valerie Solanas :

« Pour ma part j’ai toujours considéré les féministes comme d’aimables connes, inoffensives dans leur principe, malheureusement rendues dangereuses par leur désarmante absence de lucidité. Ainsi pouvait-on dans les années 1970 les voir lutter pour la contraception, l’avortement, la liberté sexuelle, etc. tout à fait comme si le « système patriarcal » était une invention des méchants mâles, alors que l’objectif historique des hommes était à l’évidence de baiser le maximum de nanas sans avoir à se mettre une famille sur le dos. Les pauvres poussaient même la naïveté jusqu’à s’imaginer que l’amour lesbien, condiment érotique apprécié par la quasi-totalité des hétérosexuels en activité, était une dangereuse remise en cause du pouvoir masculin. Elles manifestaient enfin, et c’était le plus triste, un incompréhensible appétit à l’égard du monde professionnel et de la vie de l’entreprise ; les hommes, qui savaient depuis longtemps à quoi s’en tenir sur la « liberté » et l’« épanouissement » offerts par le travail, ricanaient doucement. Trente ans après les débuts du féminisme « grand public », les résultats sont consternants. Non seulement les femmes sont massivement entrées dans le monde de l’entreprise, mais elles y accomplissent l’essentiel des tâches (tout individu ayant effectivement travaillé sait à quoi s’en tenir sur la question : les employés masculins sont bêtes, paresseux, querelleurs, indisciplinés, incapables en général de se mettre au service d’une tâche collective quelconque). Le marché du désir ayant considérablement étendu son empire, elles doivent parallèlement, et parfois pendant plusieurs dizaines d’années, se consacrer à l’entretien de leur « capital séduction », dépensant une énergie et des sommes folles pour un résultat dans l’ensemble peu probant (les effets du vieillissement restant grosso modo inéluctables). N’ayant nullement renoncé à la maternité, elles doivent en dernier lieu élever seules le ou les enfants qu’elles ont réussi à arracher aux hommes ayant traversé leur existence – lesdits hommes les ayant entre-temps quittées pour une plus jeune ; encore bien heureuses lorsqu’elles réussissent à obtenir le versement de la pension alimentaire. En résumé, l’immense travail de domestication accompli par les femmes au cours des millénaires précédents afin de réprimer les penchants primitifs de l’homme (violence, baise, ivrognerie, jeu) et d’en faire une créature à peu près susceptible d’une vie sociale s’est trouvé réduit à néant en l’espace d’une génération. »

### Sur l'euthanasie
L'auteur prend position contre l'euthanasie dans un texte publié dans Le Figaro en avril 2021. Il déclare qu'on peut « éliminer la souffrance physique ». Selon lui, l'argument de la dignité ne tient pas, puisque l'on s'éloignerait de la définition kantienne de la dignité, « en substituant peu à peu l'être physique à l'être moral […], en substituant à la capacité proprement humaine d'agir par obéissance à l'impératif catégorique la conception, plus animale et plus plate, d'état de santé, devenu une sorte de condition de possibilité de la dignité humaine, jusqu'à représenter finalement son seul sens véritable. » Houellebecq rappelle la pression des arguments économiques, qu'il qualifie de « sordides », et ajoute :

« Je vais, là, devoir être très explicite : lorsqu'un pays — une société, une civilisation — en vient à légaliser l'euthanasie, il perd à mes yeux tout droit au respect. Il devient dès lors non seulement légitime, mais souhaitable, de le détruire ; afin qu'autre chose — un autre pays, une autre société, une autre civilisation — ait une chance d'advenir. »

### Grand remplacement
Dans les années 2020, Michel Houellebecq multiplie des propos que certains, comme Sophie des Déserts dans Libération, qualifient d'« islamophobes », propos dans lesquels il défend la théorie complotiste du « grand remplacement ».

## Œuvres

### Romans
- 1994 : Extension du domaine de la lutte, Éditions Maurice Nadeau.
- 1998 : Les Particules élémentaires, Flammarion, lauréat du prix Novembre, « meilleur livre de l'année ».
- 2001 : Plateforme, Flammarion.
- 2005 : La Possibilité d'une île, Fayard, lauréat du prix Interallié.
- 2010 : La Carte et le Territoire, Flammarion, lauréat du prix Goncourt.
- 2015 : Soumission, Flammarion[90]
- 2019 : Sérotonine, Flammarion[91].
- 2022 : Anéantir, Flammarion.

### Poésie
- 1988 : « Quelque chose en moi », Le Surréalisme et ses insoumis, La Nouvelle Revue de Paris, Éditions du Rocher.
- 1991 : La Poursuite du bonheur, La Différence, lauréat du prix Tristan-Tzara.
- 1995 : La Peau, poèmes, livre d'artiste avec Sarah Wiame (six cent quatre-vingts exemplaires).
- 1996 : La Ville, poèmes, livre d'artiste avec Sarah Wiame (vingt-cinq exemplaires).
- 1996 : Le Sens du combat, Flammarion, lauréat du Prix de Flore.
- 1997 : Rester vivant suivi de La Poursuite du bonheur, édition revue par l'auteur, Flammarion.
- 1999 : Renaissance, Flammarion.
- 2000 : Poésies, J'ai lu.
- 2010 : Poésie, Flammarion.
- 2013 : Configuration du dernier rivage, Flammarion.
- 2013 : L'Ancien règne, livre d'artiste avec Andreas Scholz aux Éditions du Bourdaric (30 exemplaires)
- 2014 : Saint-Cirgues-en-Montagne, livre d'artiste avec Peggy Viallat-Langlois aux Éditions du Bourdaric (trente exemplaires)
- 2015 : La Possibilité d'une île, livre d'artiste avec Peggy Viallat-Langlois aux Éditions du Bourdaric (trente exemplaires)
- 2014 : Non réconcilié. Anthologie personnelle: 1991-2013, Poésie/Gallimard.
- 2016-2017 : So long, Triptyque avec l'artiste Claude Viallat aux Éditions du Bourdaric (trente exemplaires)
- 2020 : Le corps de l'identité absolue, livre d'artiste avec Gabriela Morawetz. Le Renard Pâle Editions (vingt-cinq exemplaires)

### Essais
- 1991 : H. P. Lovecraft. Contre le monde, contre la vie, éditions du Rocher.
- 1991 : Rester vivant, méthode, La Différence.
- 1998 : Interventions, recueil d'articles, Flammarion ; Interventions 2 (2009), édition augmentée.
- 2017 : En présence de Schopenhauer (préf. Agathe Novak-Lechevalier), L'Herne.
- 2020 : Interventions 2020, Flammarion.

### Textes et nouvelles
- 1993 : Contribution à Genius Loci, collectif, La Différence, coll. « Mobile matière ».
- 1995 : « Approches du désarroi », Objet perdu. Idées - Fictions - Images, album collectif, Parc.
- 1997 : Une nouvelle dans Dix, recueil de nouvelles collectif, Grasset/Les Inrockuptibles.
- 1997 : Participation à « La Question pédophile », L'Infini, no 59, Gallimard.
- 2000 : « Rudi », Elle, no 1648, supplément « Une nouvelle inédite ». Correspondant à la première partie de ce qui deviendra Lanzarote.
- 2000 : Lanzarote, récit sur photographies, Flammarion.
- 2000 : « La Privatisation du monde », L'Atelier du roman, no 23.
- 2000 : Co-rédaction de l'article « Neil Young » dans le Dictionnaire du Rock[92], Robert Laffont, coll. « Bouquins ».
- 2002 : Lanzarote et autres textes, Librio.
- 2002 : Europe Endless[93], auto-publication.
- 2002 : Participation à Balade en Seine et Marne. Sur les pas des écrivains de Dominique Noguez, Éditions Alexandrines.
- 2003 : « J'ai un rêve », Bordel, no 3, Flammarion.
- 2004 : Une nouvelle dans Des nouvelles du prix de Flore, Flammarion.
- 2005 : Rester vivant et autres textes, Librio.

### Récit autobiographique
- 2023 : Quelques mois dans ma vie. Octobre 2022 – mars 2023, Flammarion, 2023, 112 p.[94]

### Préfaces
- 1991 : L'Odeur des Jacinthes de Remy de Gourmont, anthologie poétique, choix et présentation de Michel Houellebecq, La Différence.
- 1998 : Postface au SCUM Manifesto de Valerie Solanas, Éditions Mille et Une Nuits.
- 2003 : Préface à Érotoscope de Tomi Ungerer, Taschen.
- 2003 : « Préliminaires au positivisme », préface à Auguste Comte aujourd'hui, collectif, Éditions Kimé.
- 2005 : Préface à Théorie générale de la religion ou théorie positive de l'unité humaine d'Auguste Comte, Mille et une nuits.
- 2008 : Introduction à Jeff Koons : Versailles, catalogue d'exposition, Éditions Xavier Barral.
- 2010 : Préface à Un roman français de Frédéric Beigbeder, Le Livre de poche.
- 2012 : Préface à L'Imaginaire touristique de Rachid Amirou, CNRS Éditions.

### Correspondance
- 2008 : Ennemis publics, correspondance avec Bernard-Henri Lévy, Flammarion/Grasset.

### Entretiens
- 2013 : Michel Houellebecq, entretiens avec Christophe Duchatelet, Jacques Henric et Catherine Millet, IMEC éditeur/Artpress, coll. « Les grands entretiens d'artpress ».

## Filmographie

### Acteur
- 2012 : L'Affaire Gordji : Histoire d'une cohabitation de Guillaume Nicloux, téléfilm de Canal+ : Bernard Gillard, directeur de la DST
- 2014 : L'Enlèvement de Michel Houellebecq de Guillaume Nicloux (téléfilm) : lui-même
- 2014 : Near Death Experience de Gustave Kervern et Benoît Delépine : Paul
- 2016 : Saint Amour de Gustave Kervern et Benoît Delépine : le propriétaire de la maison d'hôte
- 2016 : Rester vivant : Méthode (To Stay Alive: A Method)[95] de Reinier van Brummelen, Arno Hagers et Erik Lieshout (nl)
- 2019 : Thalasso de Guillaume Nicloux : lui-même
- 2020 : Effacer l’historique de Benoît Delépine et Gustave Kervern : l'acheteur de voiture suicidaire
- 2022 : Rumba la vie de Franck Dubosc : Docteur Mory
- 2023 : Kirac 27[96] de Stefan Ruitenbeek : lui-même
- 2024 : Dans la peau de Blanche Houellebecq de Guillaume Nicloux : lui-même

### Réalisateur
- 1978 : Cristal de souffrance, court métrage
- 1982 : Déséquilibres, court métrage
- 2001 : La Rivière, court métrage
- 2008 : La Possibilité d'une île[97]

### Scénariste
- 1999 : Extension du domaine de la lutte, en collaboration avec Philippe Harel
- 2004 : Monde extérieur de David Rault, coécrit avec Loo Hui Phang

### Participations (documentaires)
- 2001 : apparition dans L'Érotisme vu par Christine Angot de Lætitia Masson
- 2002 : Plateforme. Une lecture, réalisé par Michel Meyer, AMH Productions

## Discographie
- Le Sens du combat (1996), lecture de poèmes du recueil du même nom sur fond de musique improvisée avec Jean-Jacques Birgé et Martine Viard, collection « Les Poétiques », éd. Radio-France (France Culture).
- Présence humaine (2000), disque où Michel Houellebecq chante certains de ses textes sur une musique de Bertrand Burgalat ; disque sorti chez Tricatel.
- Établissement d'un ciel d'alternance (2007), lecture de poèmes avec accompagnement musical du compositeur Jean-Jacques Birgé (GRRR, dist. Orkhêstra).

## Scène
De 1996 à 1998, Michel Houellebecq récite ses poèmes sur scène en duo avec Jean-Jacques Birgé (clavier) ou avec l'ensemble Birgé Hôtel parmi lesquels les jazzmen Bernard Vitet (trompette), Yves Robert (trombone), Philippe Deschepper (guitare), Hervé Legeay (guitare), Jean-François Vrod (violon), Didier Petit (violoncelle), Hélène Labarrière (contrebasse), Gérard Siracusa (batterie), DJ Nem (platines).
Il fait une tournée française à la suite de la sortie de l'album Présence humaine. Il se produit notamment à l'Olympia, le 9 novembre 2000.
Il remonte sur scène pour un spectacle en duo avec Jean-Louis Aubert pour la sortie de l'album Les Parages du vide, à la Maison de la Poésie, le 13 septembre 2014.

## Adaptations de son œuvre

### Livres audio
- (de) Plattform (2004), Der Audio (ASIN B0002PQ0X4)
- Les Particules élémentaires (2006), interprété par Guy Moign, éd. Livraphone, dist. Les Belles Lettres
- (de) Die Möglichkeit einer Insel, interprété par Stefan Hunstein, Der Audio (ASIN B000GBEPYK)

### Théâtre
- Extension du domaine de la lutte, mise en scène de Philippe Guyomard, Festival d'Avignon, 1998
- Extension du domaine de la lutte, mise en scène d'Helena Waldmann, Théâtre de Lucerne, Suisse, 2001
- (da) Udvidelse af kampzonen, mise en scène de par Jens Albinus, Det Kongelige Teater, Copenhague, 2002
- Le Nouvel Ordre socio-affectif selon Houellebecq, mise en scène de Christine Letailleur, Maison de la Poésie, Paris, 2006
- Plateforme, mise en scène de Johan Simons, Théâtre national de Strasbourg, 2008
- En quête de bonheur : oratorio poétique et philosophique, de Voltaire à Houellebecq, mise en scène d'Arnaud Meunier, Maison de la Poésie, 2008
- Les Particules élémentaires, mise en scène de Julien Gosselin, Festival d'Avignon, 2013
- On jette un dé, milord Snake, mise en scène de Sébastien Bidault, Théâtre Les Déchargeurs, 2017
- Soumission, mise en scène de Katrin Hentschel (de), Theater Neumarkt, Zurich, 2017.

### Cinéma et télévision
- Extension du domaine de la lutte, réalisée par Philippe Harel, 1999
- Les Particules élémentaires, réalisé par Oskar Roehler, 2006

### Poèmes mis en musique
D'après MusicBrainz :
- Chômage (extrait de Le Sens du Combat), sur l'album L'Homme invisible d'Yvan Hio, 2001 ;
- Que tout ce qui luit soit détruit… (extrait de Renaissance), sur l'album Helium Vola du groupe éponyme, 2001 ;
- La fille (extrait de La Poursuite du bonheur), sur l'album Liod d'Helium Vola, 2004 ;
- La possibilité d'une île (extrait de La Possibilité d'une île), sur l'album Comme si de rien n'était de Carla Bruni, 2008 ;
- Aubert chante Houellebecq – Les Parages du vide, sorti le 14 avril 2014.

## Expositions
- Before landing, exposition de ses œuvres photographiques au Pavillon Carré de Baudouin du 12 novembre 2014 au 31 janvier 2015[101],[102].
- Rester vivant, Palais de Tokyo, du 23 juin au 11 septembre 2016[103]

## Influence et références de l’œuvre de Houellebecq
L'œuvre de Houellebecq ou l'auteur lui-même ont servi d'inspiration à diverses œuvres littéraires, parodiques, musicales ou artistiques :
- dans le roman de Pierre Mérot, Arkansas, Robert Laffont, 2008 (Houellebecq y apparaît comme l'un des principaux personnages, sous le nom de Kurtz) ;
- l'album Préliminaires d'Iggy Pop est inspiré de La Possibilité d'une île[104]. Les deux hommes, qui se vouent une admiration mutuelle, se sont rencontrés à cette occasion dans plusieurs émissions télévisées et ont collaboré pour le film Rester vivant. Méthode[105] ;
- « Les Testicules alimentaires par Michel Ouelburne », dans Rentrée littéraire « présentée par Fabrice del Dingo », Lattès, 1999 ;
- La Tarte et le Suppositoire par Michel Ouellebeurre/Fabrice del Dingo, Éditions de Fallois, 2011 ;
- dans Mille Amertumes, premier roman de Philippe Lafitte, Buchet/Chastel, 2003, la trajectoire biographique du personnage principal est en grande partie inspirée de celle de Michel Houellebecq, référence relevée par le critique littéraire Jean-Baptiste Harang dans une des premières recensions du roman[106] ;
- Mélatonine de Pascal Fioretto (2019), pastiche de ses romans ;
- dans le roman d'Eve Chambrot[107], La Bonne Distance[108] (éditions Envolume 2014), la narratrice, fan de Houellebecq, essaie désespérément d'entrer en contact avec lui ;
- dans le son Tempête de Nekfeu : « Mais ma plume peut clouer le bec de Houellebecq », sorti en 2015 dans son album intitulé Feu.
- Bertrand Misonne, Le Nouveau Michel H., Éditions Edern, 2024.

## Récompenses et distinctions

### Prix
- Prix Tristan-Tzara 1992, pour La Poursuite du bonheur[109].
- Prix de Flore 1996, pour Le Sens du combat[109].
- Prix Novembre 1998, pour Les Particules élémentaires[109].
- Meilleur livre de l'année du magazine Lire 1998, pour Les Particules élémentaires[109].
- Prix Impac 2002, pour Atomised (trad. anglaise des Particules élémentaires)[110].
- Prix Interallié 2005, pour La Possibilité d'une île[109].
- Prix Goncourt 2010, pour La Carte et le Territoire[109].
- Prix de la BnF 2015, pour l'ensemble de son œuvre[111].
- Prix Oswald-Spengler 2018, pour l'ensemble de son œuvre et, en particulier, Soumission[112].
- Prix La Tour Carnet 2018, pour l'ensemble de son œuvre[113].
- Prix de l'État autrichien pour la littérature européenne 2019[114]

### Décorations
- Chevalier de la Légion d'honneur (2019)[115] remise le 18 avril 2019 à l'Élysée par le Président de la République Emmanuel Macron[116],[117]
- Officier de l'ordre des Arts et des Lettres (2011)[118]
- Insigne d'Honneur autrichien pour les Sciences et l'Art (2017)[119]

### Autre hommage
- (361450) Houellebecq : astéroïde

#### Essais sur son œuvre
L'œuvre de Houellebecq a suscité de nombreuses publications : des biographies sur l'auteur, des enquêtes sur l'événement littéraire, des critiques féroces et des hagiographies. Les études universitaires prenant pour sujet l'œuvre de Houellebecq sont relativement peu nombreuses (en 2008), preuve selon Sabine van Wesemael d'un certain manque d'intérêt de la critique universitaire. Les quelques travaux universitaires ont des approches très diverses : lectures génériques, intertextuelles, comparatistes, stylistiques, thématiques, sociologiques ou philosophiques.
- Marc Alpozzo, Galaxie Houellebecq (et autres étoiles). Éloge de l'exercice littéraire,  préf. de Stéphane Barsacq, Nice, éditions Ovadia, coll. « Au-delà des apparences », 2024.  (ISBN 978-2-36392-558-9)
- Fernando Arrabal, ¡Houellebecq!, Le Cherche midi, 2005 (ISBN 978-84-933033-0-3).
- Olivier Bardolle, La Littérature à vif (Le cas Houellebecq), L'Esprit des péninsules, 2004 (ISBN 978-2-84636-055-5).
- Aurélien Bellanger, Houellebecq écrivain romantique, Léo Scheer, 2010 (ISBN 978-2-7561-0256-6).
- Eve Chambrot, Duetto Michel Houellebecq, Éditions Nouvelles lectures
- Murielle Lucie Clément
  - Houellebecq, Sperme et sang, L'Harmattan, 2003 (ISBN 978-2-7475-3999-9).
  - Michel Houellebecq revisité, L'Harmattan, 2007 (ISBN 978-2-296-02811-1).
  - Michel Houellebecq. Sexuellement correct, éd. Emelci, 2011 (ASIN B004L62DQ8).
- Murielle Lucie Clément (dir.) et Sabine van Wesemael (dir.)
  - Michel Houellebecq sous la loupe, coll. « Faux-titre », 2007 (ISBN 978-90-420-2302-4). 
  - Michel Houellebecq à la une, coll. « Faux-titre », Amsterdam : Rodopi, 2011 (ISBN 9789042033405).
- Collectif : Perspectives Houellebecq, recueil de textes et documents réalisé par l'Association des amis de Michel Houellebecq, 2005 (avec, en DVD le film réalisé par Michel Meyer Une lecture de Plateforme, édité par AMH[121])
- Michel David, La Mélancolie de Michel Houellebecq, L'Harmattan, 2011.
- Denis Demonpion, Houellebecq, non autorisé : enquête sur un phénomène, Maren Sell Éditeurs, 2005 (ISBN 978-2-35004-022-6).
- Emmanuel Dion, La Comédie économique : le monde marchand selon Houellebecq, Le Retour aux sources éditions, 2011 (ISBN 978-2-35512-036-7).
- Jean-Noël Dumont, Houellebecq - La vie absente, Éditions Manucius, 2018
- Samuel Estier, À propos du « style » de Houellebecq. Retour sur une controverse (1998-2010), Lausanne, Archipel, 2015.
- Christian Fevret, Houellebecq, entretien, édition dirigée par Christian Fevret, éditions indépendantes[122].
- Andrea Galgano, « L'ultima riva di Michel Houellebecq », dans A. Galgano et I. Battaglini, Frontiera di Pagine II, Aracne, Roma 2017, p. 845-858.
- Tram-Bach Graulich, “La Carte et le Territoire” : fiche de lecture, éd. Le Petit littéraire, 2011 (ISBN 978-2-80621-290-0).
- Bernard Maris, Houellebecq économiste, Flammarion, 2014 (ISBN 2081349957).
- Éric Naulleau, Au secours, Houellebecq revient !, Éditions Chiflet et Cie, 2005 (ISBN 978-2-7556-0039-1).
- Marc-Édouard Nabe, Le Vingt-septième Livre, Le Dilettante, 2009 (ISBN 9782842631680)
- Dominique Noguez, Houellebecq, en fait, Fayard, 2003, 265 p. (ISBN 978-2-213-61561-5).
- Jean-François Patricola, Michel Houellebecq ou la provocation permanente, Écriture, 2005 (ISBN 978-2-909240-66-4).
- Liza Steiner, Sade-Houellebecq, du boudoir au sex-shop, Paris, L'Harmattan, 2009 (ISBN 978-2-296-07536-8).
- Thomas Steinfeld, Das Phänomen Houellebecq, Dumont, 2001 (ISBN 978-3-7701-5623-8).
- Bruno Viard
  - Houellebecq au laser. La faute à mai 68, Éditions Ovadia, coll. « Chemin de pensée », 2008 (ISBN 978-2-915741-33-9).
  - Les Tiroirs de Michel Houellebecq, Presses universitaires de France, 2013 (ISBN 978-2-13-062052-5).
- Sabine van Wesemael
  - Michel Houellebecq, Rodopi, 2004  (ISBN 978-90-420-1743-6).
  - Houellebecq : le plaisir du texte, L’Harmattan, 2005 (ISBN 978-2-7475-8079-3).
- Agathe Novak-Lechevalier, Houellebecq, l'art de la consolation, Stock, 2018.
- Eva Voldřichová Beránková, « Lucie Ceccaldi versus Michel Houellebecq : guerre familiale des postures littéraires », dans Sylviane Coyault et Zuzana Malinovská (dir.), Histoires francophones de familles : le familier, l´inquiétant et le loufoque, département de langue et de littérature françaises de l'Institut de philologie romane et de philologie classique de la Faculté des lettres de l'université de Prešov, 2013, p. 190-203 (lire en ligne) (ISBN 978-80-555-0912-9).
- Nicolas Dissaux, Houellebecq, un monde de solitudes, L'Herne, 2019  (ISBN 979-1-0319-0244-9)
- Christian Authier, Houellebecq politique, Flammarion, 2022.

#### Articles sur son œuvre
Au fil des années, des centaines d'articles de magazines et journaux, en France et à l'étranger, ont présenté la sortie des nouveaux romans de Michel Houellebecq, les événements et prix littéraires auxquels il participait, ou les différentes polémiques médiatiques entourant ses romans ou ses déclarations. Ci-dessous, quelques articles retenus pour leur analyse originale ou approfondie de l'œuvre de Michel Houellebecq :
- (en) Jack I. Abecassis, The Eclipse of Desire: L'Affaire Houellebecq, in: MLN 115(4), 2000 (801-826)[réf. nécessaire].
- Michel Biron, « L’effacement du personnage contemporain : l’exemple de Michel Houellebecq », Études françaises, vol. 41, no 1,‎ 2005, p. 27-41 (lire en ligne).
- Jean-François Chassay, « Apocalypse scientiste et fin de l’humanité : Les particules élémentaires de Michel Houellebecq », in Écritures hors-foyer. Actes du Ve Colloque des jeunes chercheurs en sociocritique et en analyse du discours et du colloque « Écritures hors-foyer : comment penser la littérature actuelle ? ». 25 et 26 octobre 2001, Université de Montréal, Montréal, Université McGill, Chaire James McGill de langue et littérature françaises, coll. « Discours social / Social Discourse », nouvelle série / New Series, no 7, 2002, p. 171-188.
- Emmanuel Godo, « Michel Houellebecq et nous : frapper là où ça compte », Études, novembre 2019, p. 93-102.
- Kian-Harald Karimi : Nous n'étions que des machines conscientes - Von der Unausweichlichkeit des Utopischen in Romanen Michel Houellebecqs, in : Kurt Hahn u. Matthias Hausmann (Hg.), Visionen des Urbanen: (Anti-)Utopische Stadtentwürfe in der französischen Wort- und Bildkunst, Heidelberg (Winter), 2012, p. 205-229.
- Till R. Kuhnle et Saskia Wiedner (dir.), Contacts : Le désir du canon. L’esthétique de la citation dans le roman français / francophone post-soixante-huitard. / Dossier de la revue Lendemains, 32 – 126/127 Tübingen : Narr 2007, 89-172. Plusieurs articles (introduction et sommaire).
- (en) Jonas Vesterberg, « The Sexual Political Economy of Postmodernity: An Introduction to Critical Theory in the Works of Michel Houellebecq », Chapel Hill (NC) 2003.
- Dominique Rabaté, « Extension ou liquidation de la lutte ? Remarques sur le roman selon Houellebecq », dans Le Discours « néo-réactionnaire ». Transgressions conservatrices (P. Durand et S. Sindaco dir.), Paris, CNRS Éditions, 2015, p. 265-279.
- Jérôme Bloch, « Soumission, un roman orientaliste », L'École des lettres, mai 2015.
- Paul Vacca, « Être houellebecquien », sur IFM-Paris, 2018.

#### Témoignages
- Lucie Ceccaldi, L'Innocente, éd. Scali, 2008 (ISBN 978-2350122564)
- Juremir Machado da Silva, En Patagonie avec Michel Houellebecq, trad. Erwan Pottier, CNRS Éditions, 2011 (ISBN 978-2271072481)

### Fiction sur Houellebecq
- Conversation avenue de France, Paris 13e, entre Michel Houellebecq, écrivain et Évagre le Pontique, moine du désert de Emmanuel Godo, éditions du Cerf, 2019.

### Radio
- « Michel Houellebecq », série de quatre émissions pour La Compagnie des auteurs par Matthieu Garrigou-Lagrange sur France Culture, juin 2017.

### Association
« Les amis de Michel Houellebecq » est une association littéraire, aujourd'hui disparue. Elle éditait Houelle, un bulletin de littérature et d'informations consacré à l'auteur.